# Gonçal Comella i Roca
Gonçal Comella i Roca (Vic, segle xix -Barcelona, 11 de gener de 1908) fou un industrial, fill de la coneguda i anomenada Fonda de Frare (Carrer de Sant Hipòlit). S'establí a Vic i prompte traslladà el seu negoci (gèneres de punt) a Barcelona, l'any 1870, al Carrer Nou de la Rambla, amb el nom de l'Elèctrica, després al Carrer de la Boqueria i més tard a la Riera del Pi, avui Cardenal Cassanyes. Actualment segueix amb el seu nom al Passeig de Gràcia i a la Diagonal.
Mor a Barcelona el dia 11 de gener de 1918 casat amb Esperança Marsal, deixant tres fills: Gonzalo, Josefa i Esperança.